# Пол Макстей
Пол Макстей (англ. Paul McStay, нар. 22 жовтня 1964, Гамільтон) — колишній шотландський футболіст, півзахисник.
Насамперед відомий виступами за «Селтік», в якому провів усю ігрову кар'єру, а також національну збірну Шотландії.

## Клубна кар'єра
У дорослому футболі дебютував 1981 року виступами за команду «Селтік», кольори якого і захищав протягом усієї своєї кар'єри гравця, що тривала цілих сімнадцять років. Більшість часу, проведеного у складі «Селтіка», був основним гравцем команди. За цей час тричі виборював титул чемпіона Шотландії.

## Виступи за збірну
1983 року дебютував в офіційних матчах у складі національної збірної Шотландії. Протягом кар'єри у національній команді, яка тривала 15 років, провів у формі головної команди країни 76 матчів, забивши 9 голів.
У складі збірної був учасником чемпіонату світу 1986 року у Мексиці, чемпіонату світу 1990 року в Італії та чемпіонату Європи 1992 року у Швеції.

## Титули і досягнення

### Командні
- Чемпіон Шотландії (3):

«Селтік»: 1981-82, 1985-86, 1987-88
- Володар Кубка шотландської ліги (1):

«Селтік»: 1982-83
- Володар Кубка Шотландії (4):

«Селтік»: 1984-85, 1987-88, 1988-89, 1994-95
- Чемпіон Європи (U-18): 1982